# Délégué général aux droits de l'enfant
Le Délégué général aux droits de l'enfant, ou DGDE, est une institution publique indépendante chargée de défendre les droits et les intérêts des enfants en Wallonie et à Bruxelles, en Belgique. Cette institution existe en vertu du décret du 20 juin 2002 et de l'arrêté du 19 décembre 2002, adoptés par le Parlement de la Communauté française. À partir du 1er février 2023, Solaÿman Laqdim a été nommé Délégué général aux droits de l'enfant pour un mandat de six ans, succédant ainsi à Bernard De Vos, qui a occupé cette fonction de 2008 à 2023.

## Histoire
Depuis le 1er novembre 1991, la Communauté française de Belgique dispose d'un Délégué général aux droits de l'enfant,. Cette institution est le résultat de longs débats politiques, les premières propositions parlementaires à son égard datant de l'année 1987. Dans ce domaine, la Communauté française est reconnue comme une pionnière en Europe. 
En Belgique, le premier ombudsman pour enfant a été institué par la Communauté française dans le prolongement du décret du 4 mars 1991 relatif à l'aide à la jeunesse,. Soit deux ans après l'adoption de la Convention relative aux droits de l'enfant par l'Assemblée générale des Nations unies du 20 novembre 1989. 

## Le rôle du Délégué général aux droits de l'enfant
La principale mission de l'institution consiste à garantir la préservation des droits et des intérêts des enfants, ainsi qu'à assurer la mise en application de la Convention relative aux droits de l'enfant (CIDE),, adoptée par la Belgique le 16 décembre 1991. Cela englobe la réception de plaintes et de requêtes de médiation liées aux droits et aux intérêts des enfants dans divers secteurs, notamment la sphère familiale, l'éducation, les questions de handicap, la prévention de la maltraitance, l'aide à la jeunesse, la migration, ou encore la précarité. 
Dans l'exercice de sa mission, le Délégué général peut, :
- informer des droits et intérêts des enfants (un individu de 0 à 18 ans selon la CIDE) et les promouvoir en organisant des actions d'information ;
- vérifier l'application correcte des lois, décrets, ordonnances et réglementations qui concernent les enfants ;
- recommander au Gouvernement, au Parlement de la Fédération Wallonie-Bruxelles et de la région wallonne et à toute autorité compétente à l'égard des enfants, toute proposition visant à adapter la réglementation en vigueur, en vue d'une protection plus complète et plus efficace des droits et intérêts des enfants ;
- recevoir les informations, les plaintes ou les demandes de médiation relatives aux atteintes portées aux droits et intérêts des enfants ;
- mener, à la demande du Parlement, des investigations sur le fonctionnement des services administratifs de la Communauté française concernés par cette mission.

## Fonctionnement
Le Délégué général aux droits de l'enfant, bien que désigné par la Communauté française, constitue une institution autonome, en mesure d'exercer, dans l'intérêt des enfants, un rôle de surveillance. En conséquence, il revêt un caractère d'indépendance et de liberté. Il est de la responsabilité du Délégué général d'intervenir de manière neutre et impartiale en défense des enfants dont les droits sont violés. 
Le Délégué général est une institution de référence et d'ultime recours. Il ne se substitue pas aux services de première ligne ni aux autorités judiciaires. Il tient compte du maillage institutionnel et associatif et s'articule avec lui. Une équipe pluridisciplinaire travaille à ses côtés pour répondre aux demandes et aux besoins des enfants.
La fonction de Délégué général aux droits de l'enfant est instituée auprès du Gouvernement de la Communauté française, après appel public aux candidatures, pour une période de six ans, renouvelable une fois. Le Délégué général ne peut exercer aucune autre activité professionnelle pendant la durée de son mandat. En outre, pendant toute la durée du mandat, la fonction de Délégué général est incompatible avec une candidature à un mandat électif ou l'exercice d'un tel mandat et avec toute fonction qui puisse compromettre le bon exercice de sa mission ou porter atteinte à son indépendance, son impartialité ou la dignité de ses fonctions. Pendant toute la durée de son mandat, le Délégué ne peut accepter aucun autre mandat, même à titre gracieux.

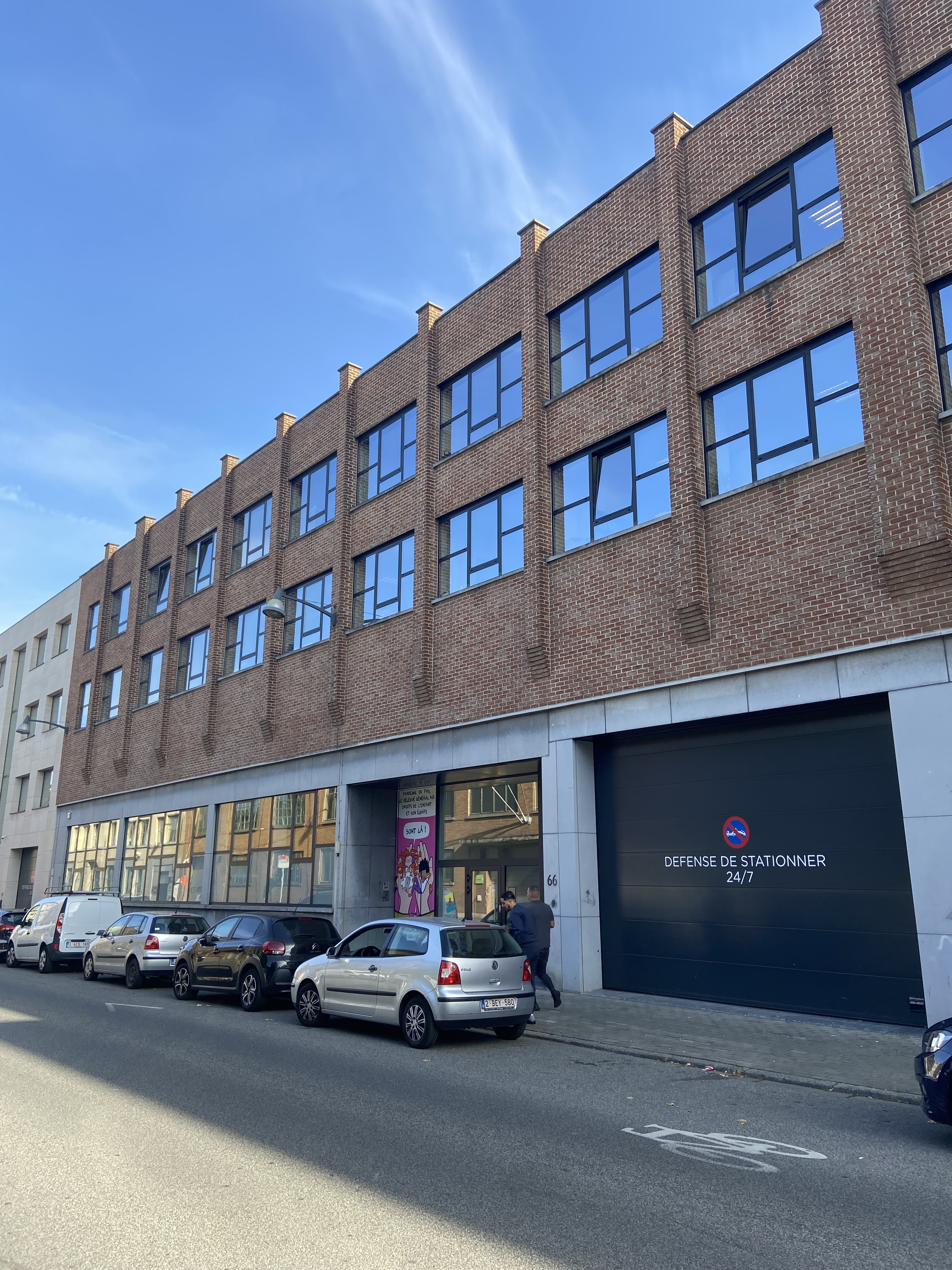
Siège du Délégué général aux droits de l'enfant à Bruxelles

Le Délégué général adresse aux autorités fédérales, aux autorités de la Communauté, des Régions, des provinces, des communes ou à toute institution dépendant de ces autorités, les interpellations et demandes d'investigations nécessaires à l'accomplissement de sa mission.
Dans les limites fixées par la Constitution, les lois, les décrets et les arrêtés et dans celles de sa mission, le Délégué général a accès librement durant les heures normales d'activité à tous les bâtiments des services publics communautaires ou aux bâtiments privés bénéficiant d'un subside de la Communauté française.
Les responsables et les membres du personnel de ces services sont tenus de communiquer au Délégué général les pièces et informations nécessaires à l'exercice de sa mission, à l'exception de celles qui sont couvertes par le secret médical ou dont ils ont pris connaissance en leur qualité de confident nécessaire.

## Rapport annuel au Gouvernement et au Parlement

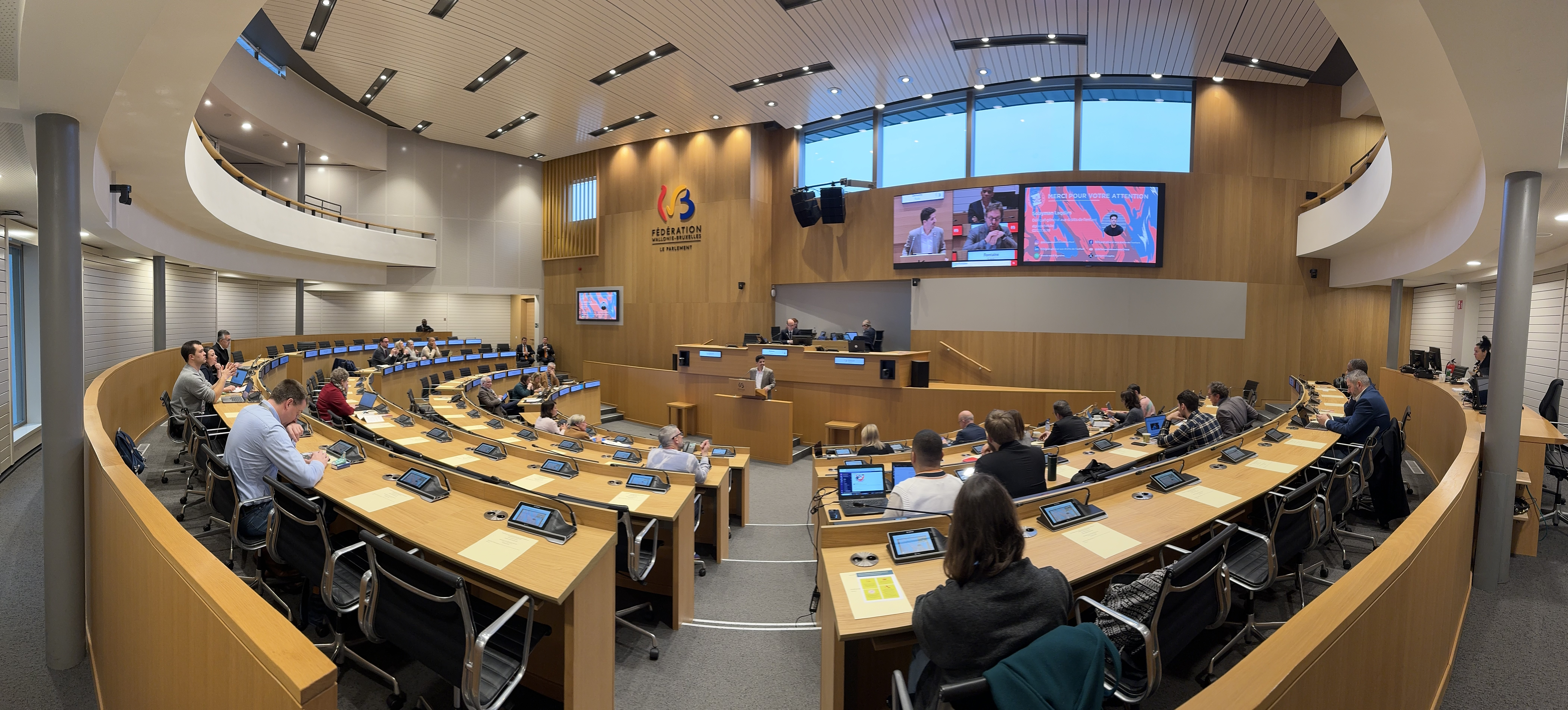
L'hémicycle du parlement de la Fédération Wallonie-Bruxelles durant la présentation du rapport 2022-2023 du DGDE.

Le 20 novembre de chaque année, à l'occasion de la Journée internationale des droits de l'enfant, le Délégué général transmet de manière simultanée au Gouvernement et au Parlement de la Fédération Wallonie-Bruxelles un rapport annuel dans lequel il dresse un bilan détaillé de son travail. Ce rapport comporte les recommandations qu'il considère opportunes, en plus de mettre en lumière les éventuelles difficultés auxquelles il a pu faire face dans l'exercice de ses attributions.
Le Délégué général aux droits de l'enfant doit ensuite présenter ce rapport et répondre aux questions des députés et des ministres du gouvernement au début de l'année qui suit dans le cadre d'une commission plénière. 

## Liste des Délégués généraux aux droits de l'enfant
| No | Nom                                   | Titulaire                            | Photographie |
| -- | ------------------------------------- | ------------------------------------ | ------------ |
| 1  | Claude Lelièvre                       | 1er novembre 1991 – 31 août 2007     |              |
| 2  | Stephan Durviaux (Délégué ad interim) | 1er septembre 2007 – 22 février 2008 |              |
| 3  | Bernard De Vos,                       | 23 février 2008 – 31 janvier 2023    |              |
| 4  | Solayman Laqdim                       | 1er février 2023 –...                |              |